# 4792 Lykaon
4792 Lykaon је Јупитеров тројански астероид чија средња удаљеност од Сунца износи 5,267 астрономских јединица (АЈ).
Апсолутна магнитуда астероида је 10,0.